# Călin Ioan Bot

Wappen von Călin Ioan Bot

Călin Ioan Bot (* 24. Juli 1970 in Surduc, Kreis Sălaj, Rumänien) ist ein rumänischer Geistlicher und rumänisch griechisch-katholischer Bischof von Lugoj.

## Leben
Călin Ioan Bot studierte von 1991 bis 1995 Philosophie und Katholische Theologie an der Theologischen Fakultät St. Johannes Evangelist, die der Babeș-Bolyai-Universität in Cluj-Napoca angegliedert ist. Er schloss seine Studien mit dem Lizenziat im Fach Katholische Theologie ab. Bot wurde am 15. August 1995 durch den Bischof von Cluj-Gherla, Gheorghe Guțiu, zum Diakon geweiht. Er empfing am 10. September 1995 in Tihău durch den rumänisch griechisch-katholischen Bischof von Oradea Mare, Vasile Hossu, das Sakrament der Priesterweihe.
Von 1995 bis 2000 war Călin Ioan Bot als Ausbildungsdirektor an der Theologischen Fakultät St. Johannes Evangelist tätig. 2003 absolvierte er an der Päpstlichen Universität Gregoriana in Rom einen Kurs für Ausbilder in Priesterseminaren. 2005 erwarb Bot an der gleichen Universität ein Lizenziat im Fach Spiritualität. Von 2005 bis 2017 war Călin Ioan Bot Regens des Theologischen Seminars St. Johannes Evangelist in Cluj-Napoca. 2017 wurde Bot zum Protosynkellos der Eparchie Cluj-Gherla berufen.
Die Synode der Bischöfe der rumänischen griechisch-katholischen Kirche wählte Călin Ioan Bot zum Weihbischof in Lugoj. Diese Wahl bestätigte Papst Franziskus am 22. Januar 2020 und ernannte ihn zum Titularbischof von Abrittum. Der Großerzbischof von Făgăraș und Alba Iulia, Lucian Kardinal Mureșan, spendete ihm am 21. Juni desselben Jahres in der Kathedrale von Blaj die Bischofsweihe; Mitkonsekratoren waren der rumänisch griechisch-katholische Bischof von Lugoj, Alexandru Mesian, und der Kurienbischof im Großerzbistum Făgăraș und Alba Iulia, Claudiu-Lucian Pop. Ab dem 16. März 2023 leitete Bot die vakante Eparchie Lugoj als Apostolischer Administrator.
Am 15. Juni 2023 wurde seine Ernennung zum Bischof von Lugoj bekanntgegeben, die Großerzbischof Lucian Kardinal Mureșan im Einvernehmen mit der rumänischen griechisch-katholischen Synode und nach Information des Heiligen Stuhls zuvor verfügt hatte. Die Amtseinführung fand am 20. Juli desselben Jahres statt.